# Freizeiten

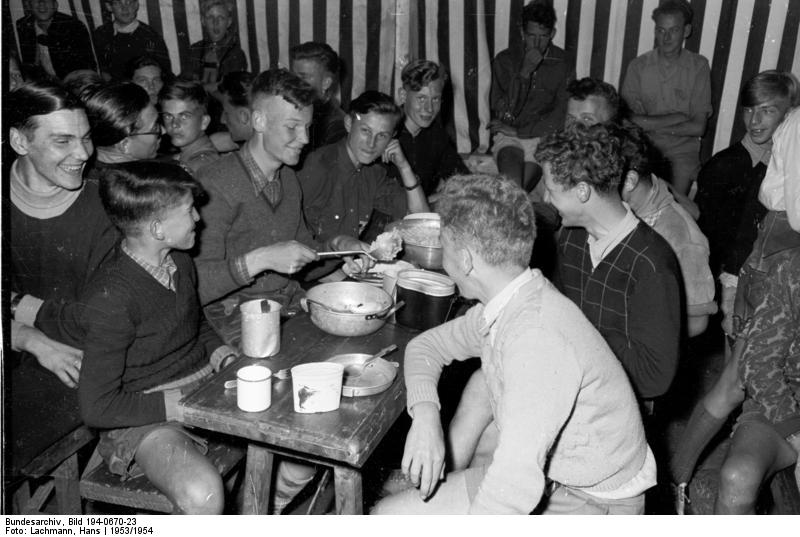
CVJM-Freizeit Burg Solms (1953)

Freizeiten sind zeitlich begrenzte Maßnahmen, die für unterschiedliche Alters- und Interessensgruppen zum Beispiel in Ferienstätten, Tagungshäusern oder auch als Zeltlager in freier Natur angeboten werden. Die Ursprünge liegen im kirchlichen Raum. Heutige Träger von Freizeiten sind auch andere  gemeinnützige Verbände und Vereine, Jugendringe, Stellen der kommunalen Jugendpflege wie Kreisjugendämter oder auch kommerzielle Anbieter (insbesondere für „Sprachferien“). Eine mittlerweile weit verbreitete Definition beschreibt Freizeiten als „mit Gruppen durchgeführte, freiwillige, nicht am Heimatort stattfindende Aktivitäten, die mehr als zwei Tage dauern und deren Zielsetzung über die bloße Organisation eines gemeinsamen Urlaubs hinaus pädagogisch begründet ist“. Die neuere wissenschaftliche Debatte ordnet Freizeiten als eine Form des Jugendreisens ein.
Innerhalb mancher Kirchen und Freikirchen, die im Bereich der ehemaligen DDR arbeiten,  werden Freizeiten auch als Rüstzeiten bezeichnet.

## Geschichte
Noch vor dem Ersten Weltkrieg wurden in kirchlichen Kreisen mit Freizeit Veranstaltungen bezeichnet, die mehrere Tage oder Wochen dauerten und der geistlichen Zurüstung und/oder der Erholung dienten. Ihre historischen Wurzeln haben Freizeiten in der evangelischen Jugendbewegung. Die erste deutsche Veranstaltung, für die der Begriff Freizeit Verwendung  fand, wurde 1913 vom Evangelischen Verband für die weibliche Jugend Deutschlands für „die Töchter der gebildeten Stände“ angeboten. Hulda Zarnack (1883–1977), Oberin des Burckhardthauses Berlin-Dahlem und Vizepräsidentin der Young Women’s Christian Association war die Organisatorin dieser Reiseveranstaltung. Ausländische Freunde hatten sie im Frühjahr 1912 durch „ein kleines Heftchen“ auf ein „läger“, ein Jugendferienlager in Schweden, aufmerksam gemacht. Hulda Zarnack nahm an diesem Lager teil und machte anschließend dem Vorstand des erwähnten Verbandes den Vorschlag, im Januar 1913 eine ähnliche Veranstaltung im christlichen Erholungsheim Tambach (Thüringen) durchzuführen. Bei den Vorbereitungen dieser Winterreise ging es auch um einen Namen für diese Veranstaltung. Zarnack schrieb dazu 1920 in einem Rückblick auf die damals noch junge Geschichte der Freizeiten: 

„Eine große Hilfe war es, dass gerade in dem Augenblick eine neue Mitarbeiterin in unsern Kreis eintrat, Fräulein Diehl, die sofort mit Eifer mit uns an die Ausführung des Gedankens ging. Der Name? Sie fand das Wort Freizeit. Kaum war er versuchsweise ausgesprochen, da erkannte der Begründer unseres Verbandes und damalige Vorsitzende, Pastor Joh. Burckhardt, mit der ihm eigenen Sicherheit: das ist ein Name, der bürgert sich ein.“

Weitere Impulse zur deutschen Freizeitbewegung, die hier ihren Anfang genommen hatte, kamen vor allem aus der englischen Jugendcamp-Bewegung und den sogenannten Retraits der anglikanischen Oxford-Bewegung. Auch die im katholischen Raum praktizierten Exerzitien blieben nicht ohne Wirkung auf Durchführung und Inhalt evangelischer Freizeiten.
Bis in die 1960er Jahre wurden Freizeiten vor allem als kirchliche beziehungsweise religiöse Veranstaltungen verstanden. Sowohl in allgemeinen als auch in einschlägigen Lexika wurde auf die religiösen Inhalte von Freizeiten aufmerksam gemacht. Die Brockhaus Enzyklopädie von 1968 benennt in ihrem Artikel Freizeit nur kirchliche Träger als Veranstalter von Freizeiten und weist auf deren religiösen Charakter hin: „Allen F[reizeiten] ist das Hören auf das Wort Gottes gemeinsam.“ Erst in jüngerer Zeit wird der Begriff Freizeit auch von nichtreligiösen (zum Beispiel Arbeiterwohlfahrt) und weltanschaulich anders orientierten Veranstaltern (zum Beispiel Freireligiöse Gemeinde) verwendet.

## Zielgruppen

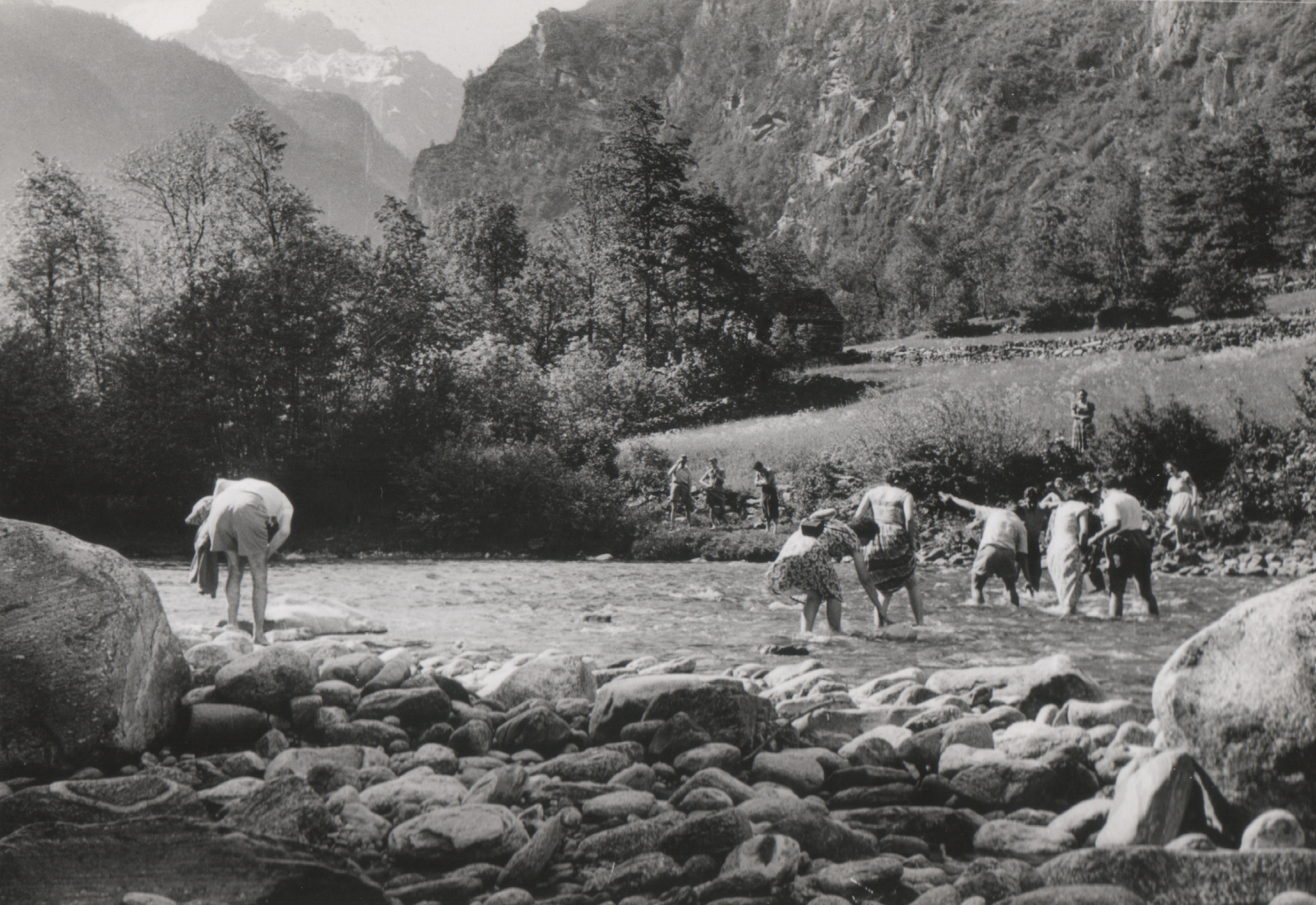
Erste Männer- und Frauenfreizeit des CVJM Nürnberg (Lago Maggiore, 1954)

Zielgruppe der ersten Freizeit waren ausschließlich Mädchen aus gehobenen gesellschaftlichen Schichten. Im Laufe der Jahrzehnte hat sich das Spektrum erheblich erweitert. Neben geschlechtsspezifisch ausgerichteten Freizeiten (Mädchen-, Jungen-, Frauen- und Männerfreizeit) gibt es solche, die sich am Alter orientieren (Freizeiten für Kinder, Teenies, Jugendliche, junge Erwachsene, Senioren). Aber auch generationsübergreifende Angebote finden sich in den Katalogen der unterschiedlichen Träger. Dazu gehören unter anderem Familienfreizeiten, Freizeiten für alleinstehende Mütter oder Väter mit Kindern, Vater-Sohn- oder Mutter-Tochter-Freizeiten, Großeltern-Enkel-Bildungsfreizeiten sowie zum Beispiel Freizeiten für Brautpaare, Alleinstehende und Verwitwete.
Viele Freizeiten sind bestimmten Interessensgruppen zugeordnet. Für Menschen mit religiöser Orientierung werden Bibel-, Seelsorge-, Fasten- und Schweigefreizeiten angeboten. An sportlicher Betätigung Interessierte finden unter anderem Wander-, Kletter- und Skifreizeiten. Weitere Beispiele aus der umfangreichen Palette sind Motorrad-, Segel- und Campingfreizeiten. Einrichtungen der Erwachsenenbildung benutzen gelegentlich den Begriff „Bildungsfreizeiten“ für mehrtägige Veranstaltungen, die Seminarelemente einer staatlich geförderten Weiterbildung mit geselligen und freizeitorientierten Elementen verbinden.
Aktuell werden Freizeiten von zahlreichen Jugendverbänden in ganz Deutschland durchgeführt. Empirische Daten werden vom Forschungsverbund Freizeitenevaluation erhoben und veröffentlicht. Die führenden Bundesverbände (Bundesforum Kinder- und Jugendreisen sowie transfer e. V.) veröffentlichten 2014 erstmals ein Kompendium zu Freizeiten.